# Liste der Länderspiele der tuvaluischen Futsalnationalmannschaft
Die Liste der Länderspiele der tuvaluischen Futsalnationalmannschaft beinhaltet alle FIFA-Futsalländerspiele der tuvaluischen Futsalnationalmannschaft. Sie bestritt am 8. Juni 2008 ihr erstes Länderspiel gegen die Auswahl Vanuatus.
| Nr. | Datum      | Ergebnis | Gegner        | Austragungsort | Anlass                  | Bemerkung                              |
| --- | ---------- | -------- | ------------- | -------------- | ----------------------- | -------------------------------------- |
| 01  | 08.06.2008 | 0:6      | Vanuatu       | Suva           | OFC Futsal Championship | Erstes Länderspiel gegen Vanuatu       |
| 02  | 09.06.2008 | 1:3      | Tahiti        | Suva           | OFC Futsal Championship | Erstes Länderspiel gegen Tahiti        |
| 03  | 11.06.2008 | 1:13     | Neuseeland    | Suva           | OFC Futsal Championship | Erstes Länderspiel gegen Neuseeland    |
| 04  | 12.06.2008 | 2:10     | Neukaledonien | Suva           | OFC Futsal Championship | Erstes Länderspiel gegen Neukaledonien |
| 05  | 13.06.2008 | 2:13     | Fiji          | Suva           | OFC Futsal Championship | Erstes Länderspiel gegen Fiji          |
| 06  | 14.06.2008 | 0:12     | Salomonen     | Suva           | OFC Futsal Championship | Erstes Länderspiel gegen die Salomonen |
| 07  | 08.08.2010 | 1:7      | Vanuatu       | Suva           | OFC Futsal Championship |                                        |
| 08  | 09.08.2010 | 0:4      | Tahiti        | Suva           | OFC Futsal Championship |                                        |
| 09  | 10.08.2010 | 1:5      | Fiji          | Suva           | OFC Futsal Championship |                                        |
| 10  | 12.08.2010 | 2:9      | Neukaledonien | Suva           | OFC Futsal Championship |                                        |
| 11  | 13.08.2010 | 1:7      | Neuseeland    | Suva           | OFC Futsal Championship |                                        |
| 12  | 14.08.2010 | 2:21     | Salomonen     | Suva           | OFC Futsal Championship | Höchste Länderspielniederlage          |
| 13  | 16.05.2011 | 0:6      | Tahiti        | Suva           | OFC Futsal Championship |                                        |
| 14  | 17.05.2011 | 1:11     | Neukaledonien | Suva           | OFC Futsal Championship |                                        |
| 15  | 18.05.2011 | 0:16     | Salomonen     | Suva           | OFC Futsal Championship |                                        |
| 16  | 19.05.2011 | 2:3      | Kiribati      | Suva           | OFC Futsal Championship | Erstes Länderspiel gegen Kiribati      |